# Pemirolast
Pemirolast, vendido sob a marca Alamast, entre outras, é um medicamento usado para tratar a conjuntivite alérgica. É usado como colírio.
Efeitos secundários comuns incluem dor de cabeça e coriza. A segurança na gravidez e amamentação não é clara. É um estabilizador de mastócitos.